# Lucas Bols

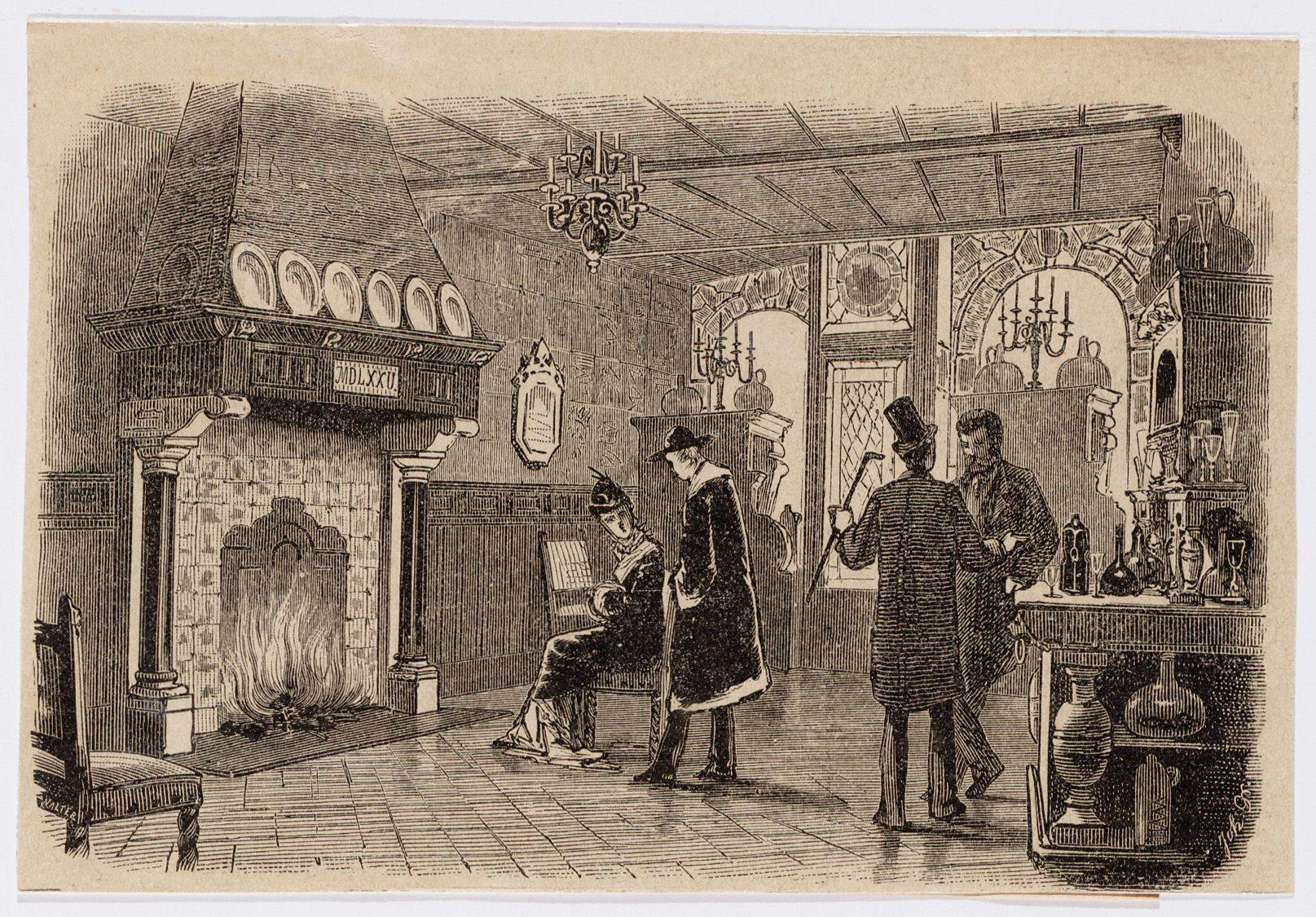
Interieur van het Proef- en bestelhuis "t Lootsje"

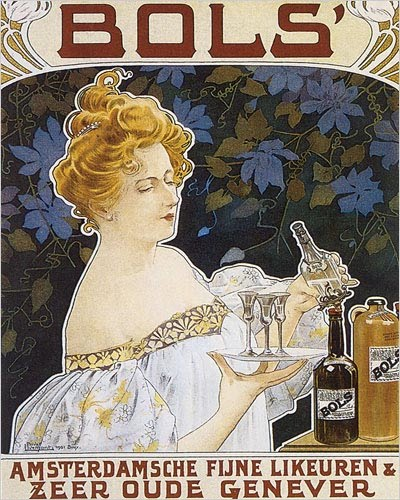
Affiche van de Belgische kunstenaar Henri Privat-Livemont

Lucas Bols is een Amsterdamse destillateur van alcohol, waaronder jenever, en een stokerij van likeur. Sinds februari 2015 is Lucas Bols Amsterdam N.V. een beursgenoteerd bedrijf. Na de overname door Nolet in 2024 verdwijnt Bols in september van dat jaar weer van de beurs.

## Geschiedenis
Over de geschiedenis van het bedrijf tot ongeveer halverwege de 17e eeuw is geen openbare informatie bekend. Het bedrijf zelf beweert dat een van oorsprong Vlaamse protestantse familie genaamd Belsus uit Antwerpen, op de vlucht vanwege religieuze vervolging door de Habsburgers, zich in Amsterdam vestigde, en al in 1575 stokerij 't Lootsje aan de Rozengracht in Amsterdam opende. Op basis van genealogisch onderzoek wordt dit verhaal echter als een mythe beschouwd.
Zeker is dat in 1649 ene Pieter Jacobsz Bultius een huis kocht op de Rozengracht in Amsterdam; hij noemde dit huis "het Lootsje" en verkocht er wijn en misschien ook gedistilleerd. Pieter Bols overleed in 1669 op 49-jarige leeftijd.:37 Nadat in 1678 ook zijn weduwe Clara overleden was, zette zoon Lucas (of Luycas), geboren in 1652, de zaak voort. Hij begon met het stoken van brandewijn en likeur en breidde flink uit. Toen hij in 1713 zijn testament opmaakte, waren er vijf distilleerketels in gebruik en had hij diverse panden in de omgeving in bezit.
Tot 1816 bleef het bedrijf familiebezit. In 1816 stierf de laatste mannelijke erfgenaam van de familie Bols, waarna het bedrijf werd verkocht en verderging onder de naam "Erven Lucas Bols". In 1868 werd Christiaan Moltzer mededirecteur. De nieuwe directeur moderniseerde de fabriek en begon daarnaast reclame te maken: dat Bols de oudste likeurstokerij ter wereld zou zijn, "opgerigt omstreeks den jare 1575" – een verhaal dat door het huidige distilleerconcern Lucas Bols N.V. nog steeds hooggehouden wordt. Lucas Bols werd Hofleverancier. In 1923 trouwde Bernard Carp met de dochter van Moltzer, Marianne. Hij kwam in dienst bij Bols en werd in 1936 mede-directeur. Een zoon van Chris Moltzer, Jan, emigreerde naar Argentinië en zette daar een jeneverfabriek op.

### Tweede Wereldoorlog
Tijdens de Tweede Wereldoorlog kocht het bedrijf geroofd Joods vastgoed en collaboreerde ook met de Nazis. Moltzer leidde inmiddels de Zuid-Afrikaanse activiteiten van Bols.
In 1943 koopt Bols het pakhuis De Ruijterkade 127 in Amsterdam. Het was door de nazi's geroofd van de Joodse kaashandelaar Mozes Poppelhouwer, die het eigendom in 1941 verplicht had moeten overdoen aan de Niederländische Grundstücksverwaltung.
In 1948 werd Bernard Carp - inmiddels in Zuid-Afrika - bij verstek veroordeeld tot drie jaar celstraf, plus een boete van 50.000 gulden. Onder zijn leiding leverde Bols weliswaar ook aan het verzet maar verdiende tijdens de Tweede Wereldoorlog ook miljoenen aan verkoop aan de Duitse bezetter. Volgens de uitspraak van het Amsterdamse tribunaal was er door Bols 'veel meer aan de vijand geleverd dan, gelet op haar positie, nodig was'. In 1953 kreeg hij gratie, al bleef de boete gehandhaafd.
In 1954 werd de destilleerderij van concurrent Wynand Fockink overgenomen en werd Bols onder de naam "Bols Distilleries" een beursgenoteerde onderneming. Tegelijkertijd trok het laatste betrokken lid van de Moltzerfamilie zich terug uit de directie en werd het verzet gestaakt tegen de naoorlogse nieuwigheid van de jonge jenever. Wel werd die aanvankelijk op de markt gebracht onder de merknaam Claeryn. De stokerij verhuisde in 1969/1970 naar Nieuw-Vennep, omdat verdere uitbreiding in Amsterdam op dat moment niet mogelijk was.

### Overzicht eigenaren vanaf 1816 tot 1954
- 1816 – De laatste mannelijke Bols overleed, en zijn weduwe besloot om het bedrijf te verkopen. Bankier Gabriël Theodorus van 't Wout kocht het bedrijf – met het recht om de naam "Erven Lucas Bols" te blijven gebruiken.
- 1822 – Van 't Wout ging met pensioen en Coenraad Adriaan Temminck nam de leiding over.
- 1853 – Onder leiding van George Frederik Berkenkamp ging het bedrijf innoveren en zo zorgde hij ervoor dat het marktaandeel in het buitenland groeide. Lucas Bols won verschillende prijzen tijdens de Wereldtentoonstellingen in London, Amsterdam en Parijs.
- 1878 – Lucas Bols werd verkocht aan de familie Moltzer en de familie zette de export van de producten op veel grotere schaal voort.
- 1954 – De laatste telg van de familie Moltzer verliet het bestuur, en Lucas Bols werd, onder leiding van P.J. en C.N.J. Hart Nibbrig en A.W.G. van Riemsdijk, een publiek bedrijf.

### Beursnoteringen en overnames
Tot 1993 was het bedrijf aan de beurs genoteerd. In 1993 fuseerde het bedrijf met Wessanen, maar dat hield slechts kort stand. In 1998 of 1999 kocht CVC Capital, onder leiding van R. Ogtrop, M. Emondts en T. Coenen, het bedrijf uit en hernoemde het bedrijf naar Bols Royal Distilleries. CVC verkocht Bols aan Remy Cointreau met een flinke winst. In 2006 werd Bols weer verkocht aan AAC Capital, dat in handen was van ABN Amro en voor een ander deel aan Huub van Doorne.
In januari 2015 meldde Lucas Bols te werken aan de beursgang. Het bedrijf wil voor 125 miljoen euro aandelen uitgeven en met de opbrengst een deel van de hoge schulden aflossen. 4 februari 2015 was de eerste beursdag van Bols. De aandelen werden tegen een introductiekoers van € 15,75 geplaatst, een verwijzing naar het veronderstelde oprichtingsjaar 1575. De totale beurswaarde van het bedrijf tegen de introductiekoers was 196 miljoen euro. Dit zou minder dan 10 jaar duren. Vanaf 22 juni 2015 tot 18 maart 2024 maakte Bols deel uit van de AScX aandelenindex. 
In oktober 2016 bereikten Lucas Bols en Rémy Cointreau overeenstemming over een joint venture rond het likeurmerk Passoã. Rémy Cointreau bracht alle bedrijfsactiviteiten, merkrechten en voorraden van Passoã in, en Bols zorgde voor het geld en leverde de expertise van de likeur- en cocktailsector. Bols kreeg de zeggenschap en het hoofdkantoor kwam in Frankrijk. Voor Bols betekent de transactie een uitbreiding van het merkenportfolio. De joint venture Passoã SAS had een jaaromzet van 18 miljoen euro.
Op 4 december 2020 nam Bols de aandelen van Rémy Cointreau in Passoã SAS over en werd enige eigenaar. Bols betaalde 71,3 miljoen euro voor de overname. Bols kreeg hiermee toegang tot het wereldwijde distributienetwerk van Remy.
In december 2021 nam Lucas Bols de Mexicaanse tequilastoker Tequila Partida over. De overnamesom is niet helemaal bekend gemaakt, maar Bols betaalde 10 miljoen dollar en daarbovenop kwam nog een bedrag als bepaalde groeidoelstellingen gerealiseerd zouden worden. Tequila Partida heeft een jaaromzet van zo'n 3,5 miljoen dollar. Tequila zit in de populairste cocktail: de Margarita. Om de overname te betalen plaatste Bols 2,5 miljoen nieuwe aandelen tegen een koers van € 11,58 ofwel in totaal 29 miljoen euro.
In oktober 2022 maakten partners Lucas Bols en Koninklijke De Kuyper de verkoop van Avandis bekend aan Refresco. Avandis is een fabrikant van alcoholische dranken en de verkopers blijven gebruik maken van de diensten van Avandis in Zoetermeer. Deze transactie werd op 2 januari 2023 afgerond.
Op 1 januari 2023 werd de overname afgerond van Fluère. Dit Nederlandse bedrijf werd in 2018 opgericht en richt zich op niet-alcoholische dranken.
Op 9 oktober 2023 bood het Schiedamse familiebedrijf Nolet € 18,00 per aandeel op de aandelen die het nog niet in handen heeft. De totale beurswaarde van Lucas Bols komt daarmee uit op € 270 miljoen. De raden van bestuur en commissarissen van Lucas Bols staan achter de overname. Op 7 februari 2024 maakte Nolet bekend de overname door te zetten. Nolet had op 21 februari 75,8% van de aandelen Bols in handen. Ook had de Belgische investeringsmaatschappij Enix een groot deel van de aandelen in handen. Op 30 augustus 2024 is de handel in de aandelen op de beurs beëindigd.

## Producten
Lucas Bols is actief met cocktails en sterke drank, maar het grootste deel van de productie is uitbesteed. De meeste personeelsleden werken op het hoofdkantoor in Amsterdam. Bols bood in 2015 werk aan 70 FTE's waarvan 33 buiten Nederland. Het levert onder eigen naam diverse dranken, waaronder advocaat, wodka, brandy, jenever en diverse likeuren. Andere likeurmerken zijn Galliano, kaneellikeur Goldstrike en Passoã en andere jenevermerken zijn Hartevelt, Henkes en Bokma. 
In een aflevering van het televisieprogramma Keuringsdienst van Waarde in 2019 werd verteld dat Lucas Bols zich niet meer zou bezighouden met destilleren, maar zich heeft toegelegd op het blenden van grondstoffen. Bols betrekt, voor zijn jenevers, zijn gedestilleerde grondstoffen (moutwijn) van Graanstokerij Filliers in België. De likeuren worden gemaakt door Avandis, een joint-venture tussen Bols, Herman Jansen Beverages en Koninklijke De Kuyper.
In 2020 werd een alcoholvrije gin, Damrak Virgin 0.0., geïntroduceerd in Nederland en de Verenigde Staten. Het bedrijf is actief in meer dan 110 landen.
Een analist van Follow the Money schreef in 2016 dat Bols zwakke merken heeft in markten waar sprake is van een afnemende vraag. Bols Genever wordt vooral in Nederland en België op een vergrijzende markt verkocht.
De productie van Bols producten in Nederland is uitbesteed aan Avandis Zoetermeer.

## Financiële resultaten
Bols heeft een gebroken boekjaar dat afloopt per 31 maart. De opbrengst van de beursgang is vooral gebruikt om schulden af te lossen. Het verlies in het boekjaar tot 31 maart 2021 werd mede veroorzaakt door de coronapandemie en de schuld verdubbelde door de acquisitie van Passoã. In het boekjaar 2022/23 werd het verlies met name veroorzaakt door een afboeking op de waarde van de Nederlandse jenever- en vieuxmerken, deze afboeking bedroeg € 25 miljoen vóór belastingen.
| Jaar          | Omzet   | Bedrijfs- resultaat | Netto- resultaat | Netto- schuld |
| ------------- | ------- | ------------------- | ---------------- | ------------- |
| 31 maart 2014 | € 78,7  | € 21,5              | € 0,2            | € 184,2       |
| 31 maart 2015 | € 77,7  | € 19,9              | € 0,2            | € 61,2        |
| 31 maart 2016 | € 72,6  | € 17,6              | € 11,7           | € 51,0        |
| 31 maart 2017 | € 80,5  | € 18,2              | € 15,1           | € 50,7        |
| 31 maart 2018 | € 92,2  | € 23,6              | € 20,4           | € 46,8        |
| 31 maart 2019 | € 92,5  | € 20,8              | € 16,5           | € 48,8        |
| 31 maart 2020 | € 84,0  | € 17,7              | € 9,2            | € 49,0        |
| 31 maart 2021 | € 57,3  | € –0,3              | € –8,6           | € 92,4        |
| 31 maart 2022 | € 92,0  | € 20,4              | € 11,8           | € 60,7        |
| 31 maart 2023 | € 100,6 | € –9,1              | € –16,2          | € 59,6        |